# Jean-Xavier Chirossel
Jean-Xavier Chirossel (né le 24 octobre 1926 à Die - mort le 3 novembre 1984 à Montélimar) est un spéléologue français. 
Il est surtout connu pour avoir développé l'École française de spéléologie en Région Rhône-Alpes.

## Biographie
Jean-Xavier Chirossel est né  le 24 octobre 1926 à Die, dans le département de la Drôme ; il est décédé le 3 novembre 1984.
Il effectue son service militaire à Tübingen. De retour à Die, il participe aux activités du club de ski-montagne-spéléologie Les Ours du Glandasse ; il aide notamment à la construction d'un chalet sur le plateau de Beure.
Il part travailler quelque temps à Casablanca au Maroc, puis rentre en France à cause notamment d'une maladie.  
Il se marie en 1958.
Il entre à la Société forestière de l'Est pour effectuer, pendant un an et demi, des relevés cadastraux dans le massif du Glandasse.
Après une interruption pour maladie, il entre à la centrale atomique de Pierrelatte comme Technicien du vide. Il habite alors Montélimar et y fonde successivement deux clubs spéléo : le MASC et l'ERRSA (cf infra).

## Activités spéléologiques
Il fonde le Montélimar-archéo-spéléo-club (MASC) en 1966 ; puis en 1973 dans la même ville, il fonde l'Équipe rhodanienne de recherches archéologiques et spéléologiques (ERRSA). Avec ce dernier club, il réussit la désobstruction du Trou Arnaud 44° 33′ 55″ N, 5° 19′ 18″ E à Saint-Nazaire-le-Désert de 1972 à 1975.
Dans un pays de petites cavités, il met au point une technique de désobstruction élaborée : tiges droites ou courbes pour tâter les parois de la cavité à dégager, bacs montés sur patins et téléphériques pour évacuer ensuite les déblais.
Il joue un rôle déterminant dans l'étude du gaz carbonique des cavités de l'Ardèche.
Il apporte à l'École française de spéléologie une contribution importante pour sa structuration, avec en particulier la création du Dossier organisation (D.O.) et du Dossier Instruction (D.I.).
Il visite un grand nombre de cavités, contribuant notamment à l'inventaire des cavités drômise du Diois et du Vercors.
Il s'intéresse aussi à l'archéologie et montre qu'une voie romaine reliait Die aux carrières romaines du Glandasse.

## Œuvres
- Chirossel, J.-X. (1981) : Glandasse, notes et histoires montagnardes du Diois, Imprimerie Caroil (Die), 189 pages.

## Distinctions
Il reçut le prix De Joly de la Fédération française de spéléologie en 1978 pour ses découvertes au Trou Arnaud après la désobstruction de vingt-six mètres de galerie (vingt-sept tonnes de déblais) à l'aide d'un dispositif ingénieux (cf supra).

## Sources et références
1. ↑  État civil sur le fichier des personnes décédées en France depuis 1970

- « Les grandes figures disparues de la spéléologie française », Spelunca (Spécial Centenaire de la Spéléologie), no 31,‎ juillet-septembre 1988, p. 40-41 (lire en ligne)
- Delanghe, Damien, Médailles et distinctions honorifiques (document PDF), in : Les Cahiers du CDS no 12, mai 2001.
- Association des anciens responsables de la fédération française de spéléologie : In Memoriam.
- Garnier, J.-J. (1985) : Jean-Xavier Chirossel in bulletin  Speleos (Valence), 1985 (2), page 3.